# Музей опольской деревни
Музе́й опо́льской дере́вни (пол. Muzeum Wsi Opolskiej ) — музей под открытым небом, находящийся в районе Берковице города Ополе, Польша. Музей располагается по адресу улица Вроцлавская, 174. Зарегистрирован в Государственном реестре музеев.

## История
Музей был основан в 1961 году. В 1965 году начались работы по строительству постоянной экспозиции и с1970 года территория музея была открыта для посетителей.

## Экспозиция
Основная часть музея экспонирует реконструированные сельские жилища периода XIX — начала XX века. На территории музея находятся дома сельских жителей, сараи, амбары, мельницы, кузницы, церковь, школа и трактир. Кроме строений в музее демонстрируются предметы быта, религиозной жизни, животноводства, сельскохозяйственного и ремесленного производства . Общая численность экспонатов насчитывает около семи тысяч предметов.
В весеннее — осенний период на территории музея организуются фольклорные мероприятия «Żniwniok Opolski» и «Jarmark wielkanocny». В зимнее время посещение музея ограничивается только посещением его территории без доступа в помещения.